# Obelisco (forma de vida)

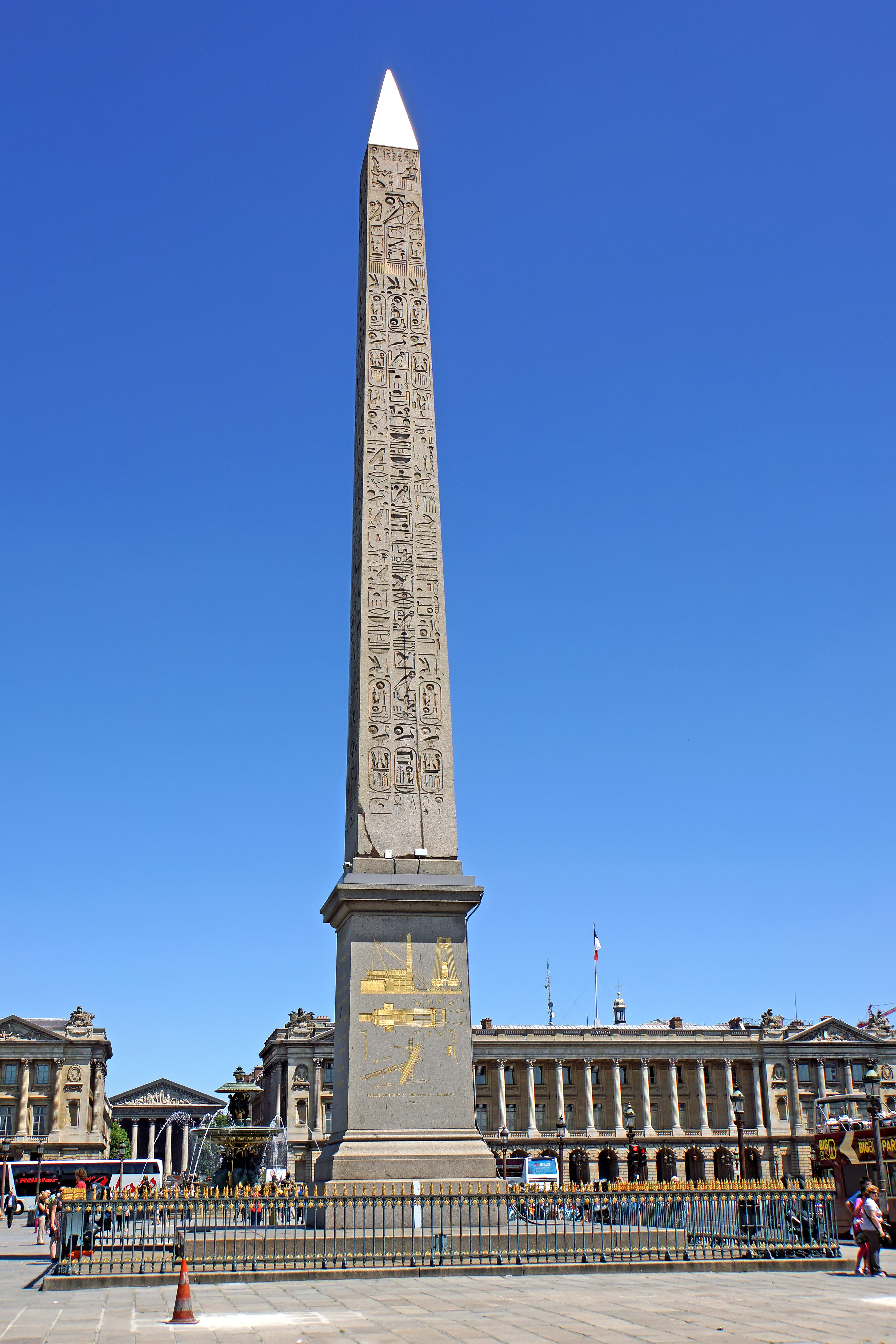
Os obeliscos são assim nomeados pela semelhança superficial de sua forma com um obelisco arquitetônico

Um obelisco é um elemento semelhante a um viroide de um tipo descrito pela primeira vez em uma pré-publicação de janeiro de 2024, cujos autores dizem que "os obeliscos formam seu próprio grupo filogenético distinto", já que suas sequências de RNA, descobertas por metatranscriptômica auxiliada por computador, não são homólogas com o código genético de qualquer outra forma de vida.
Como sua relação com outros organismos é desconhecida, eles são um exemplo de incertae sedis.

## Distribuição e patologia
Enquanto os viroides são exclusivamente patógenos de plantas, obeliscos foram encontrados em amostras de fezes humanas e dentro de espécimes de Streptococcus sanguinis, uma espécie de bactéria, retirada da boca humana. Alguns seres humanos abrigaram obeliscos por mais de 300 dias. O estudo inicial mostrou a presença de obeliscos em cerca de 7% das amostras de fezes e em cerca de 50% das amostras de saliva, de indivíduos que vivem em todos os continentes.
O efeito dos obeliscos na saúde humana, se houver, ainda não foi determinado, assim como questões como seus ciclos de vida e de quais fatores depende sua replicação.

## Genética e bioquímica
Outras características dos obeliscos incluem conjuntos circulares de genoma de RNA com cerca de mil pares de bases, estruturas secundárias em forma de bastonete que abrangem todo o genoma. Em contraste com os viroides, o seu RNA é traduzido em proteínas, provisoriamente chamadas de "oblins". As duas proteínas listadas na pré-publicação foram denominadas Oblin-1 e Oblin-2.
As primeiras previsões estruturais dizem que a Oblin-1 pode ligar-se a íons metálicos e, portanto, poderia estar envolvido na sinalização celular. A Oblin-2 apresenta um lugar de ligação típico de complexos proteicos; a Oblin-2 poderia, portanto, ligar-se a enzimas de suas células hospedeiras.